# 陽旻
陽旻（8世纪？—820年8月14日），字公素，《旧唐书》作杨旻，唐朝平州人。陽惠元的幼子。
兴元元年（784年）陽惠元被李怀光杀害时，陽旻的哥哥陽晟、陽暠藏在井中，都被杀害。唐德宗下詔贈陽惠元尚書左僕射，陽晟殿中監，陽暠邠州刺史。陽旻身受八创，堕落到别井中，获救得免。官至邢州刺史。昭义节度使卢从史被擒，潞州军溃，有五千骁卒，卢从史看作儿子，投奔陽旻，陽旻闭城不纳。众人大哭：“奴等失帅，今陽公有邢州完城，又度支钱百万在府，赐给我我们些，为攻表奏天子求旌节（担任节度使）。”陽旻晓谕祸福，众人感悟，于是还军。唐宪宗嘉赏他，让他转任易州刺史。后来担任随州刺史。袁滋担任彰義節度使，僑治唐州。元和十一年（816年）七月，以随州刺史陽旻为唐州刺史，充行营都知兵马使。以袁滋是儒者，于是以陽旻率领其兵。朝廷大军讨吴元济，陽旻以唐州刺史提兵深入二百里，抵达申州，攻破城垣。以功加御史中丞。容州西原蛮反，以唐州刺史陽旻為容管招討經略使，将其击破。进御史大夫，合邕管、容管两管为一道。当时以桂管经略使陽旻、桂仲武、裴行立等骚动生蛮，以求功伐，于是岭表累年用兵。元和十五年七月初二（820年8月14日），邕管经略使陽旻去世，赠左散骑常侍。